# Union monétaire africaine

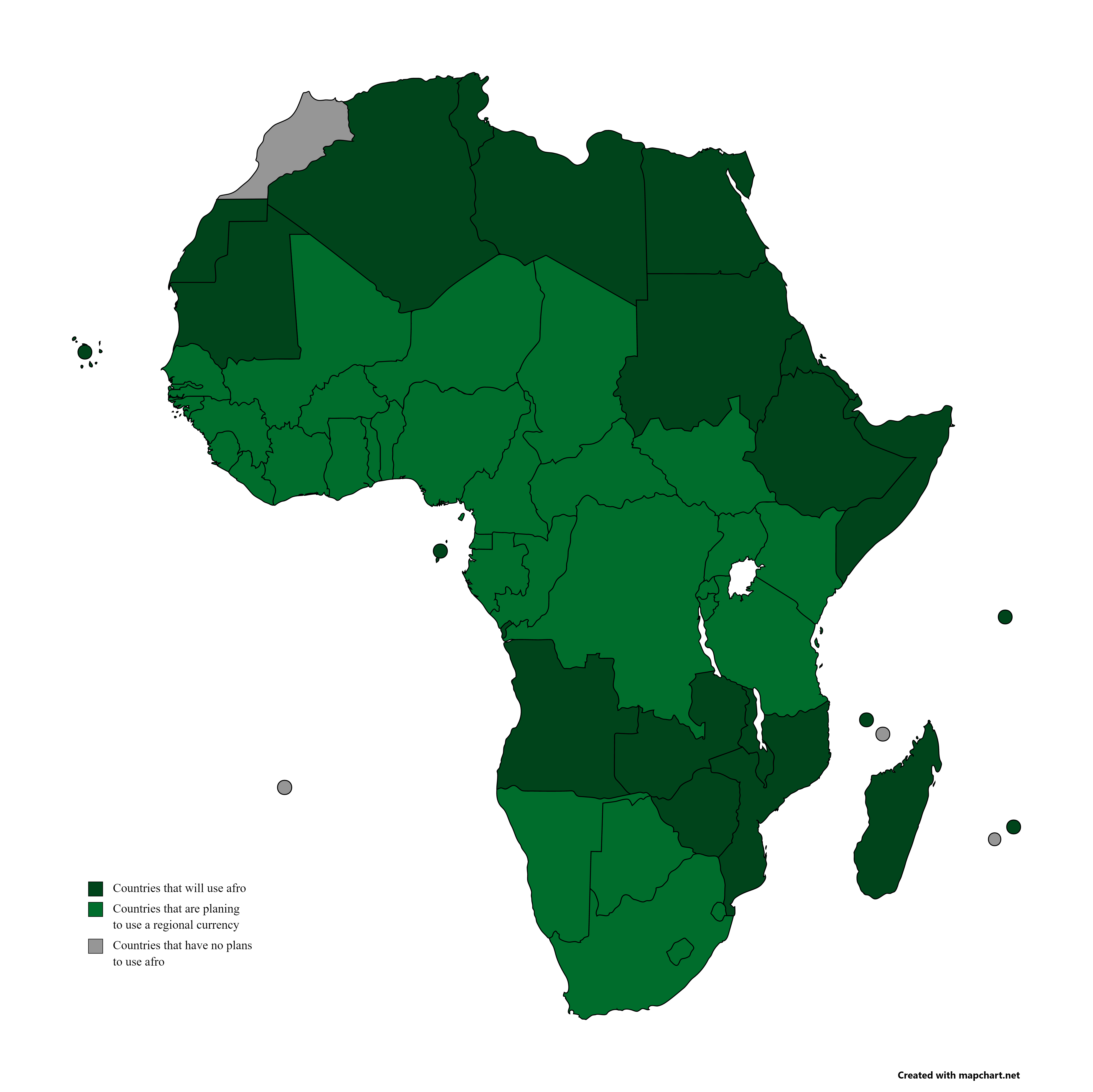
Prévision de l'utilisation de la monnaie afro (Vert foncé : pays qui prévoient d'utiliser l'afro. Vert clair : pays qui prévoient d'utiliser une monnaie régionale mais qui n'envisagent pas d'utiliser l'afro à l'avenir. Gris ; pays qui n'ont pas l'intention d'utiliser l'afro à l'avenir.)

L'Union monétaire africaine (UMA) est le projet de création d'une union économique et monétaire pour les pays de l'Union africaine, administrée par une banque centrale africaine. Une telle union nécessiterait la création d'une nouvelle monnaie unifiée, similaire à l'euro ; cette monnaie hypothétique est parfois appelée afro ou afriq.
Le traité d'Abuja, un accord international signé le 3 juin 1991 à Abuja, au Nigeria, a créé la Communauté économique africaine et a appelé à la création d'une Banque centrale africaine d'ici 2028. À partir de 2019, il est prévu d'établir une Communauté économique africaine avec une monnaie unique d'ici 2023,.
La création de la monnaie Afriq permettrait de se libérer du franc CFA, perçut comme une monnaie coloniale.

## Unions monétaires régionales
Il existe deux unions monétaires régionales en Afrique, utilisant respectivement le franc CFA d'Afrique de l'Ouest et le franc CFA d'Afrique centrale. En outre, la zone monétaire commune relie plusieurs pays d'Afrique australe sur la base du rand sud-africain.
Les plans de l'Union africaine pour une intégration plus poussée encouragent le développement d'un plus grand nombre d'unions régionales de ce type comme étape intermédiaire vers une union monétaire complète. Une des unions proposées est l'eco, une monnaie proposée pour les membres de la Communauté économique des États de l'Afrique de l'Ouest (CEDEAO).

## Projet AFRO
En 2002, Mansour Ciss et Baruch Gottlieb ont créé un prototype de monnaie dénommé AFRO, conçu par le Dr Boamh,, qu'ils ont présenté à la Biennale d'art africain contemporain de Dakar le 10 mai 2002. Le projet était une réponse à la perception du manque d'indépendance créé par l'utilisation du franc CFA. Des billets et des pièces de la monnaie virtuelle ont été produits, puis donnés ou vendus aux habitants de Dakar et du Sénégal pour les encourager à « réfléchir sur la signification (valeur) de la monnaie et l'avenir de leur propre monnaie locale ».

## Adhésion
En 2015, Anthony Maruping a déclaré que le Kenya, l'Ouganda, la Tanzanie, le Rwanda et le Burundi s'étaient engagés à adopter une monnaie commune au cours des dix prochaines années. 
L'Égypte, l'Eswatini et le Lesotho ont émis des réserves sur la date précise de l'union monétaire et ont demandé un délai de deux à trois ans.
.
Les Seychelles pourraient ne pas adhérer en raison de craintes économiques et pourraient, avec le Cap-Vert, tenter d'adhérer à l'euro à une date ultérieure, alors que la monnaie officielle de Mayotte est l'euro.

## Banque centrale africaine
La Banque centrale africaine (BCA) est l'une des trois institutions financières de l'Union africaine. Elle assumera au fil du temps les responsabilités du Fonds monétaire africain.
La création de la BCA, qui doit être achevée d'ici 2028, a été évoquée pour la première fois dans le traité d'Abuja de 1991. La déclaration de Syrte de 1999 a appelé à une accélération de ce processus par une création en 2020.
Lorsqu'elle sera pleinement mise en œuvre par la législation du Parlement panafricain, la BCA sera l'unique émetteur de la monnaie unique africaine (Union monétaire africaine/Afro), deviendra le banquier du gouvernement africain, sera le banquier des institutions bancaires privées et publiques de l'Afrique, réglementera et supervisera le secteur bancaire africain et fixera les taux d'intérêt et de change officiels, en collaboration avec l'administration du gouvernement africain.
Le calendrier actuel établi par le traité d'Abuja prévoit l'instauration d'une monnaie africaine unique par la Banque centrale africaine d'ici 2045.

## Signataires
Les signataires du traité étaient tous membres de l'Organisation de l'unité africaine (prédécesseur de l'UA) à l'époque. L'Afrique du Sud, l'Érythrée, le Sud-Soudan et le Maroc y ont depuis adhéré, :
| Égypte                    | Cap-Vert                         | Rwanda                                  |
| Algérie                   | Kenya                            | République arabe sahraouie démocratique |
| Angola                    | Comores                          | Zambie                                  |
| Équateur                  | République démocratique du Congo | Sao Tomé-et-Principe                    |
| Éthiopie                  | République du Congo              | Sénégal                                 |
| Bénin                     | Lesotho                          | Seychelles                              |
| Botswana                  | Liberia                          | Sierra Leone                            |
| Burkina Faso              | Libye                            | Zimbabwe                                |
| Burundi                   | Madagascar                       | Somalie                                 |
| Djibouti                  | Malawi                           | Soudan                                  |
| Côte d'Ivoire             | Mali                             | Afrique du Sud                          |
| Gabon                     | Mauritanie                       | Eswatini                                |
| Gambie                    | Mauritanie                       | Tanzanie                                |
| Ghana                     | Mozambique                       | Tchad                                   |
| Guinée                    | Namibie                          | Togo                                    |
| Guinée-Bissau             | Niger                            | Tunisie                                 |
| Cameroun                  | Nigeria                          | Ouganda                                 |
| République centrafricaine |                                  |                                         |

## Source de traduction
- (en) Cet article est partiellement ou en totalité issu de l’article de Wikipédia en anglais intitulé « African Monetary Union » (voir la liste des auteurs).